# كوزة تبراقي (فولاد لوي الشمالي)
کوزة تبراقي (بالفارسية: کوزه تپراقی) هي منطقة سكنية تقع في إيران في قسم فولاد لوي الشمالي الريفي. يقدر عدد سكانها بـ 153 نسمة .